# CKY (musikgrupp)
CKY (utläses Camp Kill Yourself, vilket ursprungligen var bandets namn) är ett amerikanskt metalband från West Chester, Pennsylvania, USA. Gruppen består av fyra medlemmar, Deron Miller (sång och gitarr), Chad Ginsburg (gitarr och sång), Jess Margera (trummor) och Matt Deis (bas). Deron och Chad är de som spelat bas på alla deras tre album. Bandet delar sitt namn med skatefilmerna "CKY" som är gjorda av trummisen Jess Margeras bror Bam Margera. Bandet har dykt upp i "CKY"-filmerna men även i tv-programmet "Jackass" och "Viva la Bam". Låten "96 Quite Bitter Beings" finns även med i soundtracket till datorspelet Tony Hawk's Pro Skater 3, och låten "Hellions on Parade" är med i NHL 10. Deras låtar har även dykt upp i några filmer, som Resident Evil: Apocalypse.

## Biografi
Bandet bildades 1997 av Jess Margera och Deron Miller i staden West Chester, Pennsylvania. Från första början hette de Camp Kill Yourself, men bytte namn till CKY när de skulle skriva på kontrakt för Island Records. Det var då de träffade Chad Ginsburg. I Foreign Objects och Oil spelade Ryan Bruni bas och han var även med i början av CKY. Men efter att inte levt upp till vad som förväntades av honom sparkades han ur bandet. Under en period spelade här Ginsburg bas.
Vern Zaborowski var från år 2001 basist i bandet. Han värvades inför det årets Warped Tour och var först tänkt att bara vara med tillfälligt men stannade efter turnén. Han sparkades i samband med att det senaste albumet skulle spelas in. Anledningen till att han sparkades var som det hette "personliga och professionella skäl". Ny basist är Matt Deis, före detta medlem i gruppen All That Remains. På albumet An Answer Can Be Found spelar gitarristen Chad Ginsburg bas.

## Medlemmar
Nuvarande medlemmar
- Jess Margera – trummor (1998– )[3]
- Chad Ginsburg – gitarr, sång, synthesizer (1998– ), basgitarr (2000)[4]
- Matt Deis – basgitarr (2005–2010, 2015– )

Tidigare medlemmar
- Deron Miller – sång, gitarr (1998–2011)
- Matt "Matty J" Janaitis – basgitarr, keyboard (2009–2012)

Turnerande medlemmar
- Vernon Zaborowski – basgitarr (2000–2005)[1]
- Ryan Bruni – basgitarr (1996–1999)
- Robert "Murry" Valeno – keyboard, bakgrundssång, slagverk (2010– )
- Daniel Davies – sång, gitarr (2012, 2015)

## Diskografi

### Studioalbum
- Volume 1 (1999)
- Infiltrate•Destroy•Rebuild (24 september 2002)[5]
- An Ånswer Can Be Found (28 juni 2005)[5]
- Carver City (19 maj 2009)[5]

### Livealbum
- Live at Mr. Smalls Theatre (2007)

### EP
- Disengage the Simulator (2000)[6]
- Hellview (2003)

### Vinyl
- Hellview Vinyl (2003)
- Familiar Realm Vinyl (2005)
- CKY/The Bronx Split Vinyl (2006)

### Singlar
- "96 Quite Bitter Beings" (promo) (1999)
- "Flesh into Gear" (promo) (2002)
- "Attached at the Hip" (promo) (2003)
- "Familiar Realm" (2005)
- "Hellions on Parade" (2009)
- "A#1 Roller Rager" (2009)
- "...And She Never Returned" promo) (2009)
- "Afterworld" (promo) (2010)

### Samlingsalbum
- Volume 2 (1999)
- B-Sides & Rarities (2011)
- B-Sides & Rarities Volume II (2011)
- The Best of CKY (2015)